# 坎金圖
坎金圖（西班牙語：Kankintú），是巴拿馬的城鎮，位於該國西北部，由恩戈貝-布格雷特區的坎金圖區負責管轄，面積194.2平方公里，2010年人口5,009，人口密度每平方公里25.8人。